# No Good Deed (2017)
No Good Deed é um curta-metragem estadunidense de super-herói de 2017, que apresenta o personagem Deadpool da Marvel Comics. O filme foi dirigido por David Leitch a partir de um roteiro de Rhett Reese e Paul Wernick, com Ryan Reynolds estrelando como Deadpool. Em No Good Deed, Wade Wilson tenta salvar um idoso de um assaltante, mas escolhe se vestir primeiro em sua roupa de herói.
Pouco antes do lançamento do filme Logan em 2017, seu tempo de execução nos cinemas foi estendido por vários minutos. Isso se deu ao acréscimo de um curta-metragem sobre Deadpool apresentando antes de Logan, no lugar de uma cena tradicional de pós-créditos. O curta-metragem foi filmado em dezembro de 2016 e serve como um teaser para o longa-metragem Deadpool 2, mas não é um trailer do filme. Ele aborda de várias maneiras o humor característico do personagem, baseando-se em uma premissa absurda que não funcionaria em um longa-metragem, tendo referência a quebra da quarta parede a Logan, tirando sarro do personagem Superman, e apresentando uma participação especial de Stan Lee em uma versão.
No Good Deed foi originalmente lançado pela 20th Century Fox antes de Logan em 3 de março de 2017, e uma versão alternativa do mesmo foi lançada online por Reynolds no dia seguinte. As respostas ao curta elogiaram-no como uma provocação para a sequência e por mostrar que Leitch entendia sobre o personagem antes de dirigir aquele filme. Seu humor também foi destacado por muitos críticos.

## Sinopse
Wade Wilson se depara com um velho sendo assaltado num beco, e corre para vestir sua roupa de Deadpool antes de ajudar o homem. Enquanto Wilson se esforça para se vestir em uma cabine telefônica próxima, o homem é baleado. Ele emerge, vestindo seu traje, apenas para encontrar o homem morto.

## Produção

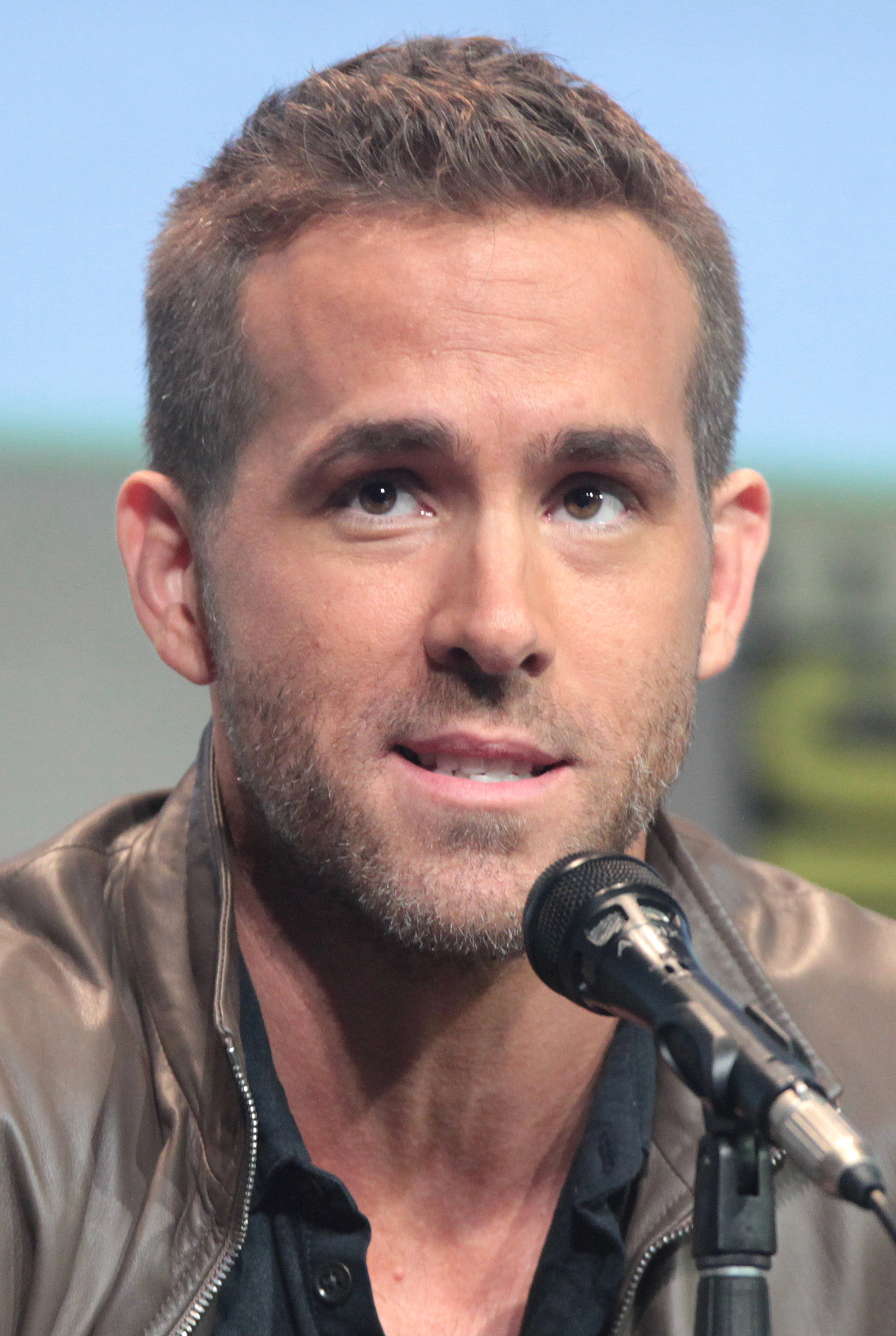
Ryan Reynolds reprisou o papel de Deadpool.

David Leitch dirigiu uma cena com Ryan Reynolds como Deadpool em dezembro de 2016, que supostamente serviria como uma cena de pós-créditos para o filme Logan, sendo assim o curta serviria como um teaser para a sequência do filme do personagem, Deadpool 2, que Leitch havia sido contratado para dirigir um mês antes. No entanto, este relato foi negado por Reynolds, pelo diretor de Logan, James Mangold, e pelo ator Hugh Jackman. Pouco antes de seu lançamento, o tempo de execução de Logan foi estendido por três minutos, provocando novas especulações de que uma cena de pós-créditos havia sido adicionada para provocar um futuro filme da franquia X-Men, mas Mangold novamente negou, dizendo que ele queria "fazer um filme que começasse e terminasse em seus próprios termos. Não havia mais nada a dizer, porque dissemos isso". Em vez disso, uma cena de Deadpool foi apresentada como um teaser para Deadpool 2 antes do início de Logan, confirmada para ser a cena dirigida por Leitch em dezembro de 2016. A mesma foi escrita por Rhett Reese e Paul Wernick, roteiristas dos filmes do Deadpool.
Após o lançamento inicial, Reese rapidamente esclareceu que a cena não tinha a intenção de ser um trailer oficial de Deadpool 2, com nenhuma de suas filmagens destinadas a aparecer naquele filme, ao invés de ser um curta independente que serve como uma "provocação" para o filme. Duas versões ligeiramente diferentes do curta foram criadas, com a intenção de dar aos frequentadores de cinemas e usuários da internet petiscos ligeiramente diferentes. Para o lançamento online, Reynolds simplesmente intitulou o curta de No Good Deed. Essa versão do curta, Stan Lee faz uma aparição como ele mesmo.
O curta também satiriza o personagem Superman, com o tema de John Williams do filme de 1978, na cena em que Wilson se veste na cabine telefônica. Notou-se que a cinematografia "gelada azul" de Leitch diferia do estilo que o diretor Tim Miller usou no primeiro filme de Deadpool, no qual Wernick disse que "todo diretor traz a sua opinião para o material" e eles estavam adotando e escrevendo seu estilo. Os escritores queriam que a abertura do curto parecesse a abertura de Logan, "então, se você fosse ver Logan e a primeira cena aparecesse, você pensaria que seria o Hugh [Jackman] no capuz, e então, quando se torna Deadpool, você percebe o que está acontecendo." Eles descreveram o curta como um absurdo único "que é provavelmente algo que não se encaixa em um filme. Não funcionaria na lógica de um filme, mas Deadpool nos dá a oportunidade de quebrar as regras... o tom pode ser mais absurdo se acharmos que é engraçado. Esse foi o nosso objetivo lá". O curta faz várias referências à Logan: é ambientado em frente a um cinema que mostra o filme; um cartaz para o filme é visto no beco; e Deadpool faz uma imitação do sotaque australiano natural de Jackman. No final do curta, um relato de livro aparente resumindo O Velho e o Mar, de Ernest Hemingway, e aparentemente escrito por Deadpool, é rapidamente mostrado em um texto arrastado. Isso foi interpretado como uma alusão a Logan e o foco do filme em personagens mais antigos.

## Lançamento
No Good Deed foi mostrado antes do início do filme Logan nos cinemas da América do Norte a partir de 3 de março de 2017, distribuído pela 20th Century Fox. O curta só foi aprovado para lançamento teatral na Índia como pretendido porque a visão das nádegas de Reynolds na cena, quando Wilson se veste em sua roupa de Deadpool, é borrada pelas janelas da cabine telefônica. No dia 4 de março, Reynolds lançou a versão online do curta no YouTube, com a seguinte descrição do vídeo: "Wade e as outras garotas da Irmandade das Calças Viajantes planejam uma viagem para Cabot Cove." Dentro de 48 horas, o vídeo foi visto mais de 12 milhões de vezes.